# 埃克塞特機場
埃克塞特國際機場（英語：Exeter International Airport）是位於英國埃克塞特附近村莊克利斯特霍尼頓的機場。2007年機場客運量首次達到100萬，但後來一直下降沒有再次回到100萬上。 該機場提供英國國內和飛往歐洲的航班。

## 外部連結
维基共享资源上的相關多媒體資源：埃克塞特機場
- 官方网站